# Roberto Pineda
Roberto Pineda, född 29 juli 1952 i Mexiko, död 3 maj 1978 i Baltimore i Maryland i USA, var en mexikansk galoppjockey som tävlade i USA. Han var yngre bror till Álvaro Pineda.

## Karriär
Den 3 maj 1978 red Pineda löp på Pimlico Race Course i Baltimore i Maryland. Under tävlingsdagen var han inblandad i en olycka som kostade honom livet. Jockeyn Rudy Turcottes häst ramlade omkull, och orsakade en kedjekollision, som involverade Pineda samt jockeyn James Thornton. Alla tre jockeys blev allvarligt skadade, och Pineda avled senare samma dag.
Hans familj hade tre år tidigare drabbats av en liknande förlust, då hans yngre bror Álvaro, som även han var jockey, tävlade på Santa Anita Park i Arcadia, Kalifornien, och omkom under ett lopp den 18 januari 1975.
Álvaro och hans bror Roberto är begravda på Forest Lawn Memorial Park i Glendale i Kalifornien.